# Präsidentschafts- und Parlamentswahl in Uganda 2021
Die Präsidentschafts- und Parlamentswahl in Uganda 2021 fand am 14. Januar statt. Der Gewinner der Präsidentschaftswahl ist der bereits fünf Wahlperioden amtierende Präsident Yoweri Museveni vom National Resistance Movement.
Das ugandische Wahlrecht sieht vor, dass der Präsident alle fünf Jahre in direkter Wahl gewählt wird, falls nötig in zwei Wahlrunden. Die absolute Mehrheit von Museveni im ersten Wahlgang machte eine zweite Runde nicht notwendig. Zudem sichert sich seine Partei in vorläufigen Ergebnissen auch die absolute Mehrheit im Parlament.
Nur internationale Wahlbeobachter der Mission der Afrikanischen Union überwachten die Wahl.
In den Monaten vor der Wahl war es nach Verhaftungen von Anhängern des Herausforderers Bobi Wine zu Protesten gekommen, die durch die Polizei und das Militär mit Schusswaffen beantwortet wurden. So starben bei den Unruhen ab dem 18. November 2020 mindestens 50 Menschen. Laut Schätzungen unabhängiger Beobachter war die Opferzahl mindestens doppelt so hoch.

## Die elf Kandidaten
Der wichtigste Gegenkandidat Musevenis war der Sänger Bobi Wine, zugleich Vorsitzender der Partei National Unity Platform, welcher seit nach der Wahl allerdings für mehrere Tage unter Hausarrest stand. Die übrigen Kandidaten galten als chancenlos. 

## Ergebnisse

### Präsidentschaftswahl
| Kandidaten                                                | Kandidaten        | Parteien                             | Stimmen    | %    |
| --------------------------------------------------------- | ----------------- | ------------------------------------ | ---------- | ---- |
|                                                           | Yoweri Museveni   | National Resistance Movement         | 6.042.898  | 58,4 |
|                                                           | Bobi Wine         | National Unity Platform              | 3.631.437  | 35,1 |
|                                                           | Patrick Amuriat   | Forum for Democratic Change          | 337.589    | 3,3  |
|                                                           | Mugisha Muntu     | Alliance for National Transformation | 67.574     | 0,7  |
|                                                           | Norbert Mao       | Democratic Party                     | 57.682     | 0,6  |
|                                                           | Henry Tumukunde   | unabhängig                           | 51.392     | 0,5  |
|                                                           | Joseph Kabuleta   | unabhängig                           | 45.424     | 0,4  |
|                                                           | Nancy Kalembe     | unabhängig                           | 38.772     | 0,4  |
|                                                           | John Katumba      | unabhängig                           | 37.554     | 0,4  |
|                                                           | Fred Mwesigye     | unabhängig                           | 25.483     | 0,2  |
|                                                           | Willy Mayambala   | unabhängig                           | 15.014     | 0,1  |
| Gesamt                                                    | Gesamt            | Gesamt                               | 10.350.819 | 100  |
|                                                           |                   |                                      |            |      |
| Ungültige Stimmen                                         | Ungültige Stimmen | Ungültige Stimmen                    | 393.500    | 3,7  |
| Wähler                                                    | Wähler            | Wähler                               | 10.744.319 | 59,3 |
| Wahlberechtigte                                           | Wahlberechtigte   | Wahlberechtigte                      | 18.103.603 |      |
|                                                           |                   |                                      |            |      |
| Quellen: Electoral Commission, Ergebnis – nach Distrikten |                   |                                      |            |      |

### Parlamentswahl
| Listen                        | Listen                        | Mandate        | Mandate     | Mandate        | Mandate |
| Listen                        | Listen                        | Direktwahl     | Direktwahl  | Indirekte Wahl | Gesamt  |
| Listen                        | Listen                        | Wahlkreissitze | Frauensitze | Indirekte Wahl | Gesamt  |
| ----------------------------- | ----------------------------- | -------------- | ----------- | -------------- | ------- |
|                               | National Resistance Movement  | 218            | 101         | 17             | 336     |
|                               | National Unity Platform       | 43             | 14          | –              | 57      |
|                               | Forum for Democratic Change   | 24             | 8           | –              | 32      |
|                               | Democratic Party              | 8              | 1           | –              | 9       |
|                               | Uganda People’s Congress      | 7              | 2           | –              | 9       |
|                               | Justice Forum                 | 1              | –           | –              | 1       |
|                               | People’s Progressive Party    | 1              | –           | –              | 1       |
|                               | Unabhängige                   | 51             | 20          | 3              | 74      |
| Uganda People's Defence Force | Uganda People's Defence Force | –              | –           | 10             | 10      |
| Gesamt                        | Gesamt                        | 353            | 146         | 30             | 529     |
|                               |                               |                |             |                |         |
| Quelle: Electoral Commission  |                               |                |             |                |         |

## Nachwirkungen
Die Wahlbeteiligung lag bei rund 10,4 Millionen Wählern (rund 57 % der Wahlberechtigten).
Wine verwarf im Februar 2021 seine Ankündigung, gegen das Wahlergebnis rechtlich vorzugehen. Auch entschieden die Richter des höchsten Gerichts des Landes in der Vergangenheit größtenteils im Sinne des amtierenden Präsidenten. Ähnlich reagierte die Wahlkommission, welche Fristen und den angeblich großen Vorsprung von Museveni dafür verantwortlich machte, dass über 1.000 Wahllokale, wo nicht ordnungsgemäß gewählt werden konnte, von der Wahl ausgeschlossen worden sind.